# Skudeneshamn
Skudeneshamn (eller Skudeneshavn) är en tätort och stad i Karmøy kommun i Rogaland fylke i sydvästra Norge. 
Två olika stavningsvarianter förekommer. Skudeneshavn är den som används av Statistisk sentralbyrå i sin tabell Befolkning og areal i tettsteder.